# Consolidated

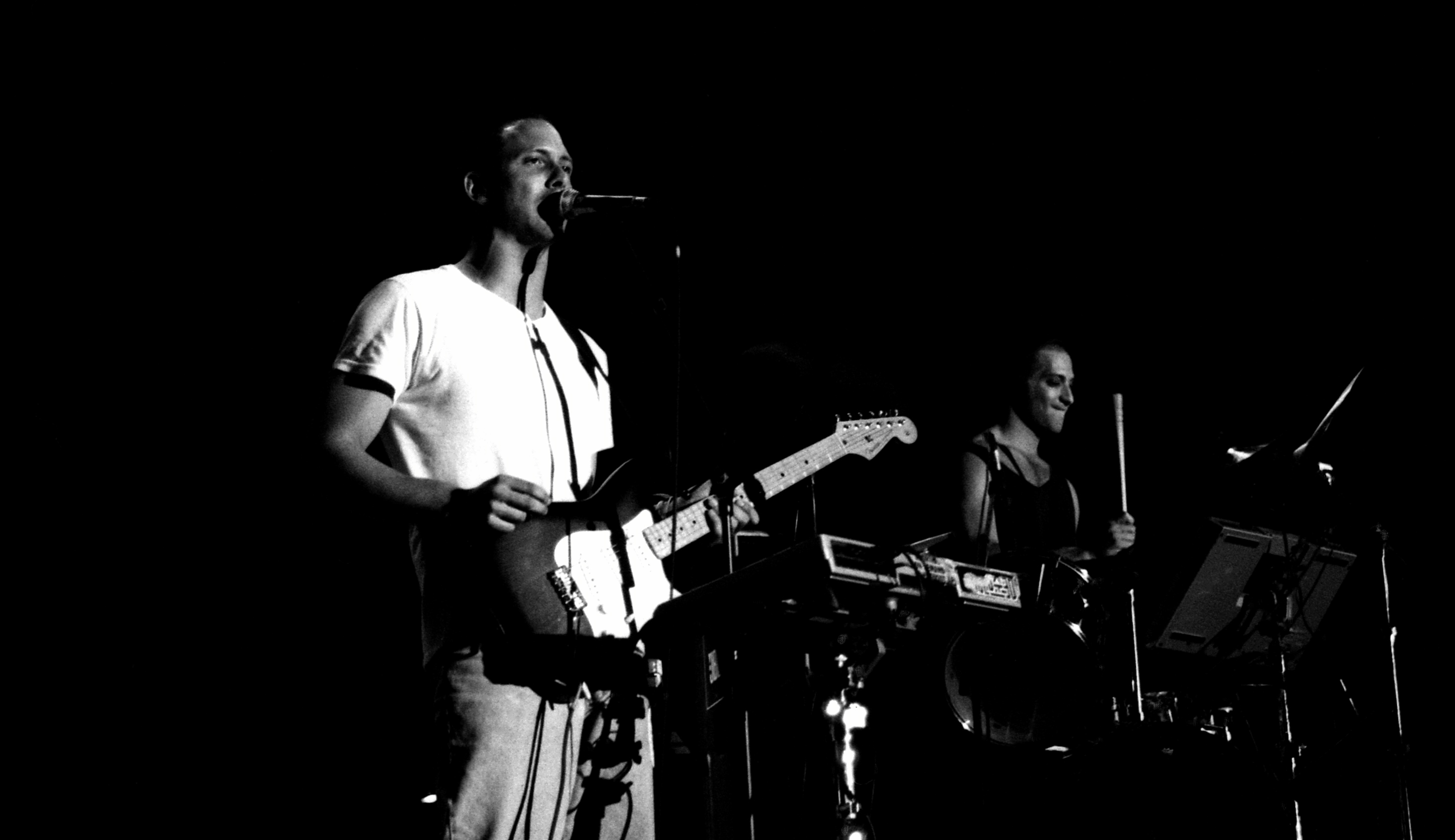
Consolidated in 1993

Consolidated is een Amerikaanse activistenband opgericht door Adam Sherburne in 1988. Samen met Mark Pistel en Phil Steir hebben ze met tussenpauzes diverse albums uitgebracht die alle hetzelfde expliciete karakter hebben. Thema's die de groep aansneed zijn mannelijkheid, homofobie, huiselijk geweld, prostitutie en pornografie, zelfmoord en gewelddadige riten.
De schrille dancemuziek van de band behoort tot de categorie Industrial Rap.
Consolidated verwierf eind jaren 80 - begin jaren 90 bekendheid in de 'underground' scene. De band was openlijk socialistisch en liet dat blijken middels expliciete teksten. Agerend tegen verdrukking en sociale misstanden was het niet zozeer de opvallende muziekstijl maar hun ideologie die het meest opzien baarde.
Hun enige hit in Nederland was You Suck uit 1993 met een notering als Alarmschijf.

## Discografie
- The End of Meaning (01-01-2000)
- Tikkun (Survivor Demos) (01-01-1999)
- Dropped (20-01-1998)
- Business of Punishment (01-01-1994)
- Tool & Die (09-01-1992)
- Play More Music (01-01-1992)
- Unity of Oppression (08-08-1991)
- This Is a Collective (01-01-1991)
- This Is Fascism (01-01-1991)
- The Myth of Rock (01-01-1990)
- Dysfunctional [EP] (01-01-1990)
- Friendly Fascism (01-01-1989)
- Consolidated R (01-01-1989)